# Eberswalde Hauptbahnhof
Eberswalde Hauptbahnhof is een spoorwegstation in de Duitse plaats Eberswalde. Het station werd in 1842 geopend.
Het station ligt aan de kruising van de spoorlijn Berlin–Szczecin (op 43 km ten noordoosten van Station Berlin Gesundbrunnen) en  de spoorlijn Eberswalde–Frankfurt (Oder). Het station staat 2 km ten westen van het stadscentrum. Het is in de jaren 2003-2006 gerenoveerd.
De voormalige spoorlijn Eberswalde-Finowfurt wordt sinds 1996 niet meer gebruikt en kende binnen de grenzen van de huidige gemeente de stations: Eberswalde Wasserfall, Eberswalde West, Eisenspalterei en Heegermühle.
De Barnimer Busgesellschaft (BBG) exploiteert binnen Eberswalde een trolleybus-netwerk. Zie: Trolleybus van Eberswalde. De trolleybussen zijn in 1940 in de plaats van een tramlijnennet gekomen.

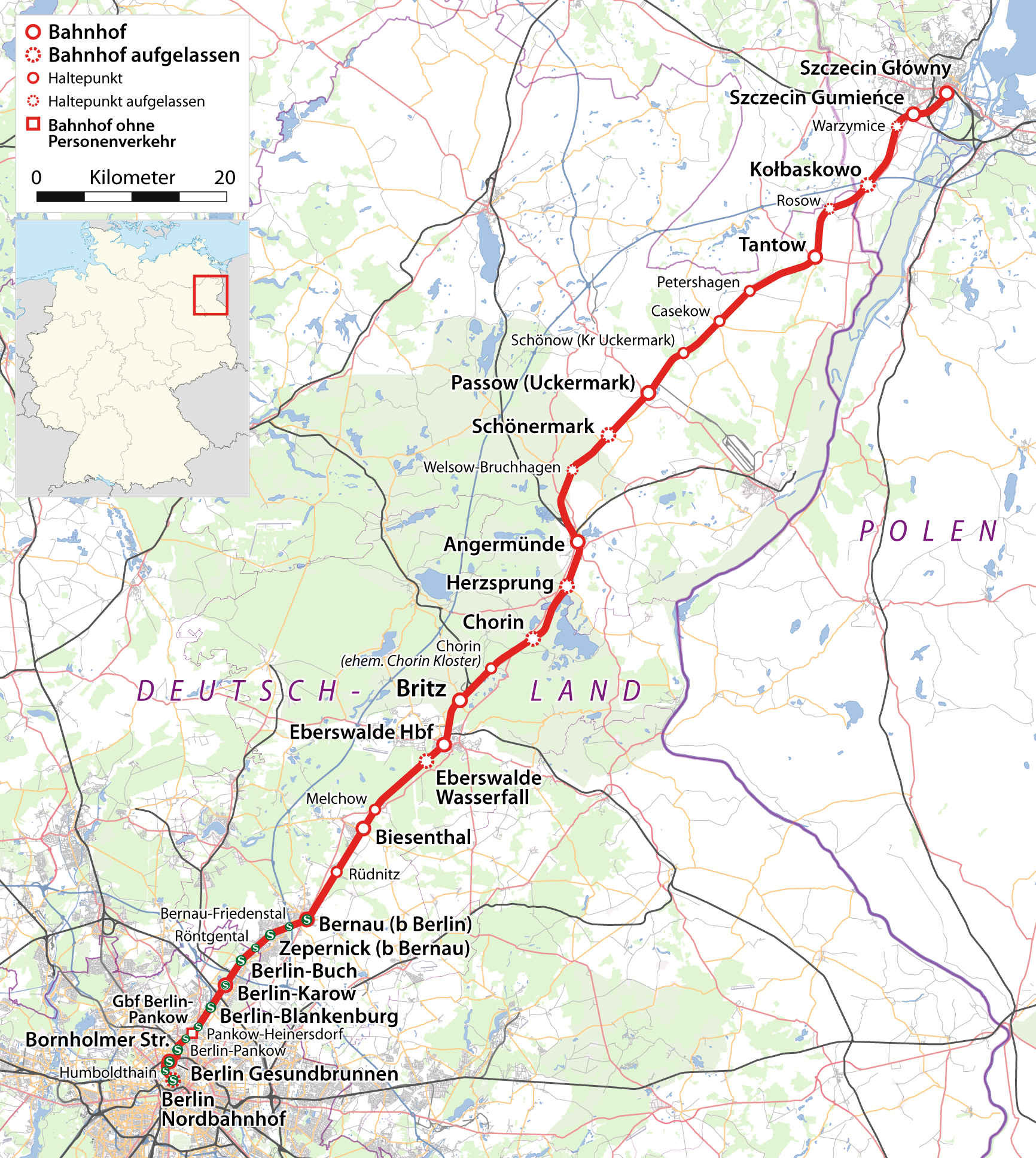
Kaart spoorlijn Berlijn-Stettin
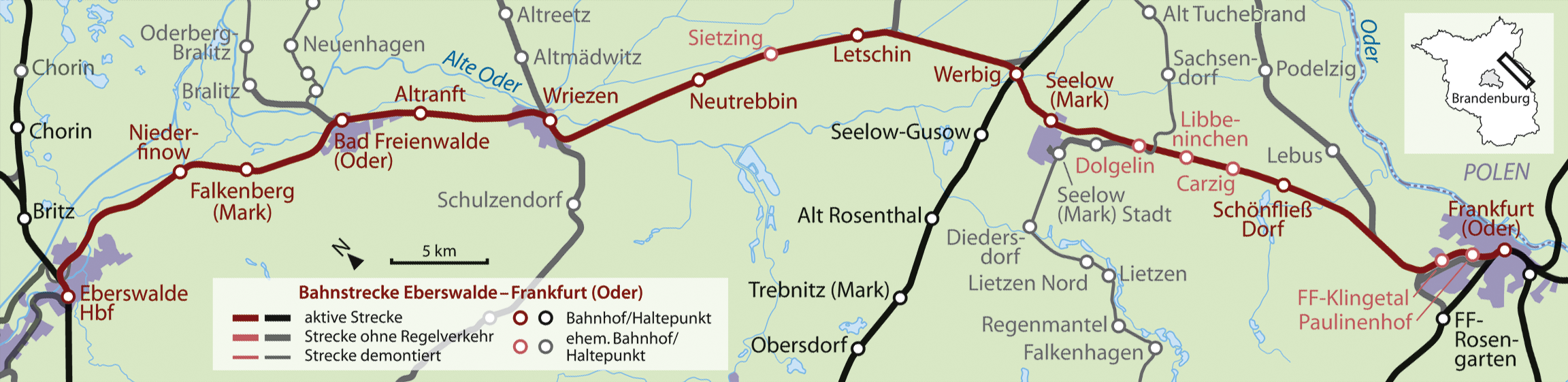
Kaart spoorlijn Eberswalde-Frankfurt (Oder)
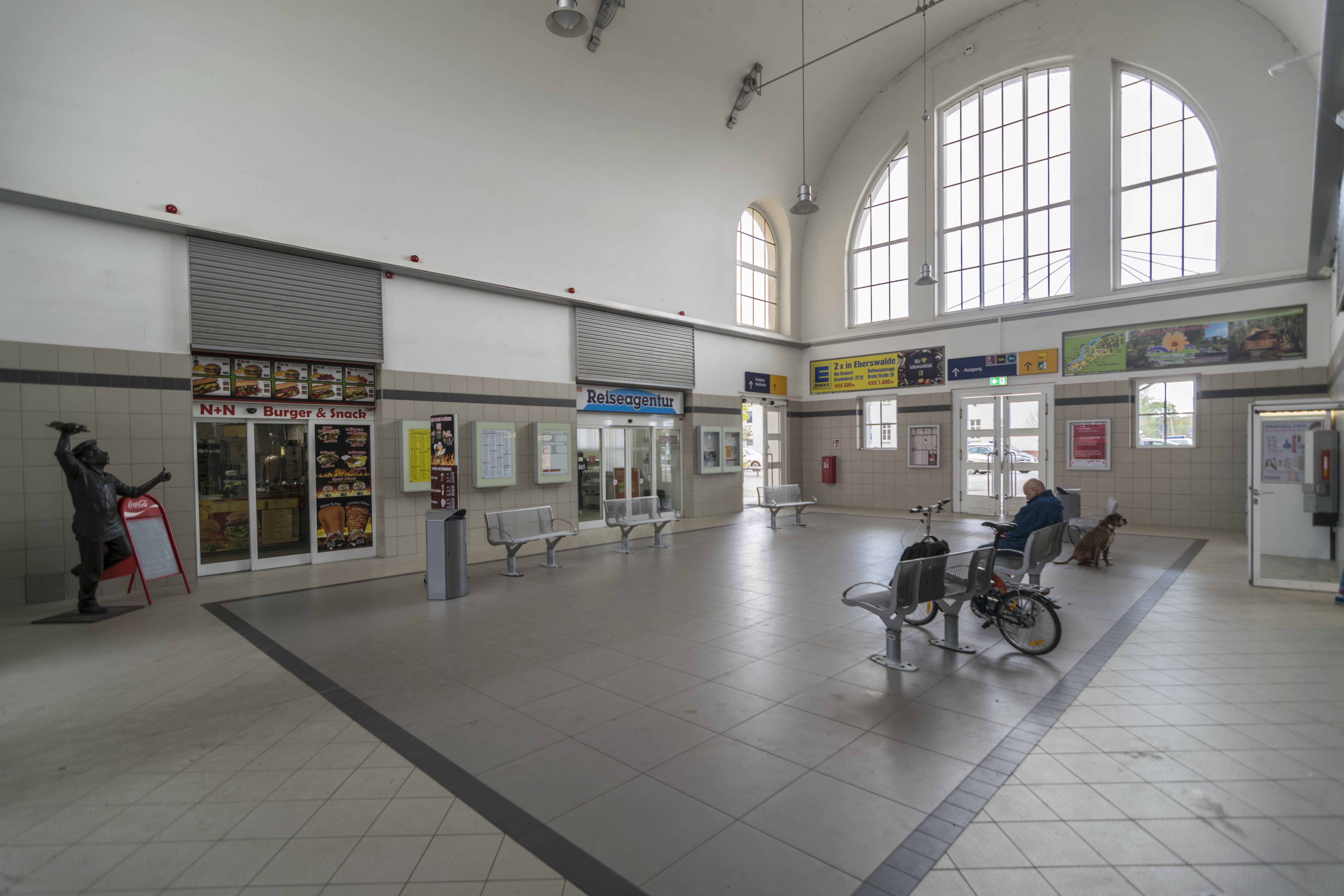
Interieur stationsgebouw (2017)
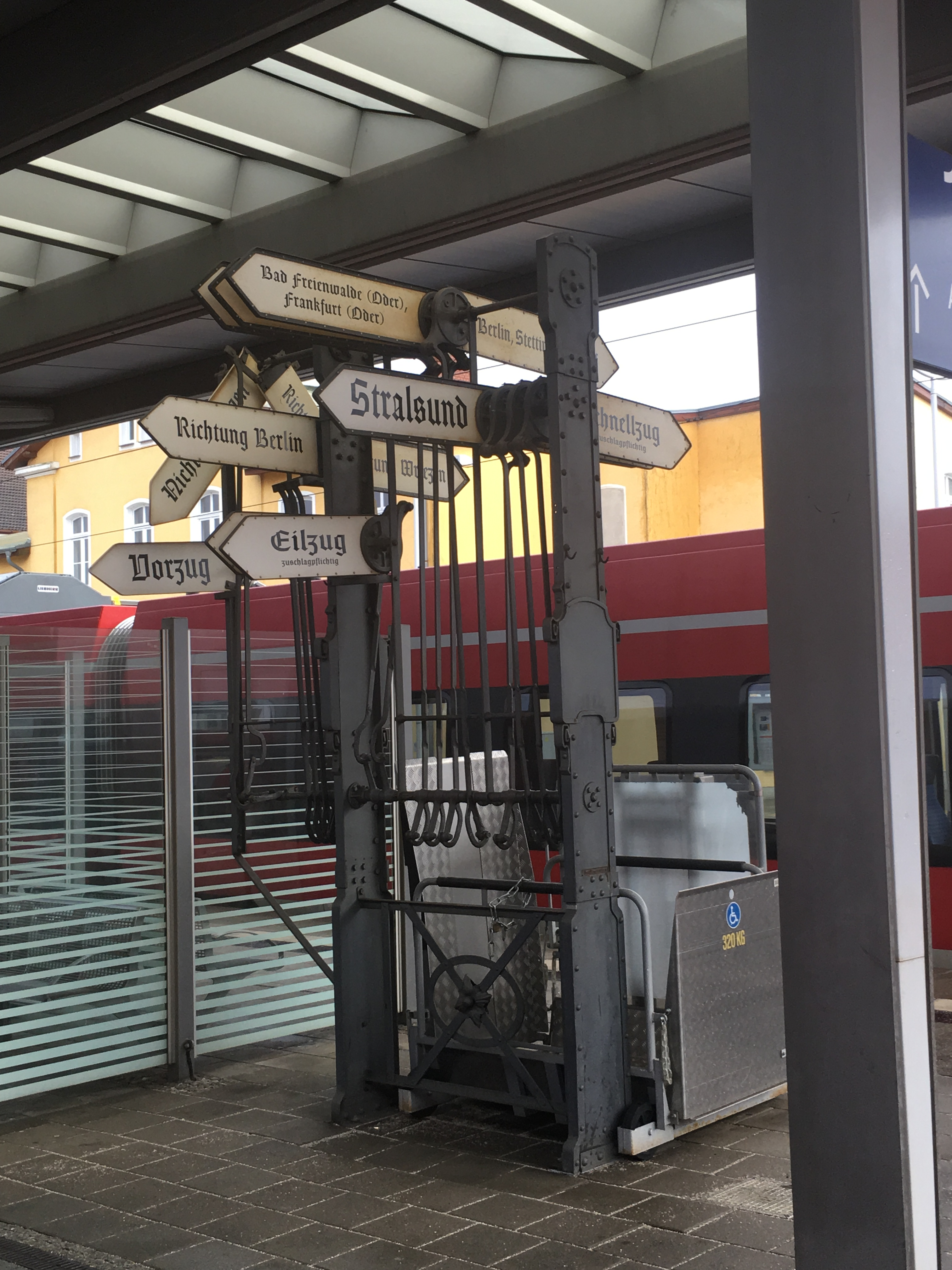
Historische, bij wijze van museumstuk behouden, wegwijzer in het station